# X століття
X століття було останнім століттям умовного періоду Раннього Середньовіччя в Європі. Відбулося становлення держав Східної Європи: Київської Русі, Польщі, Угорщини. Продовжувалося поширення християнства та ісламу. У Західній Європі утворилася Священна Римська імперія, однак водночас це була епоха феодального роздроблення.
У X столітті почався середньовічний теплий період.

## Події

### Русь
На початку сторіччя в Києві правив Олег Великий, здійснюючи походи проти хозарів, під час одного з них він загинув 912 року. За його правління Київська Русь уклала вигідну торговельну угоду з Візантією. Князя Олега змінив на престолі князь Ігор, що правив до 945 року. Він підкорив собі древлян та інші навколишні племена. У 940-вих руси під проводом князя Ігоря здійснили два походи на Константинополь, що завершилися підписанням нових угод із Візантією.
Після Ігора за малоліття Святослава до 964 року в Київській Русі правила княгиня Ольга. За її правління у Києві відбулося спорудження першого кам'яного палацу. Княгиня Ольга навернулася до християнства в 950-х роках під час відвідин Царгорода. На початку 960-х вона звернулася до короля Східного Франкського королівства Оттона I з проханням прислати до Києва місіонера, але візит Адальберта Магдебурзького завершився невдало.
Князь Святослав почав своє правління з 964 року. Його політика була агресивною, і в нього було вже достатньо сил, щоб проводити її. Упродовж 964–969 років Святослав провів походи проти в'ятичів, волзьких булгар, Хозарського каганату, ясів і касогів на Північному Кавказі. Результатом його походів стало знищення Хозарського каганату. Допомагаючи Візантії у війні проти Болгарського царства, Святослав розбив болгар, а потім уже разом із болгарами став загрожувати Візантії. За відсутності Святослава на Київ вчинили напад печеніги, що окупували степову зону сучасної України після того, як звідти пішли мадяри. Святославу довелося повертатися, щоб відбити загрозу. Похід князя на Візантію початку 970-х років завершився невдало, а, повертаючись, він потрапив у засідку й загинув від рук печенігів.
Після Святослава в Києві княжив його старший син Ярополк, але незабаром виникла суперечка між ним і братом Олегом, внаслідок якої Олег загинув. Інший брат, Володимир, утік у Скандинавію, зібрав там військо, повернувся в Київ і змістив Ярополка 978 року за одними джерелами, і 980 за іншими. Допомагаючи візантійському василевсові Василію II Болгаробійці здолати бунт Барди Фоки, Володимир здійснив похід на Херсонес Таврійський (Корсунь). Під час цього походу було досягнуто угоди про одруження київського князя з візантійською принцесою Анною Порфірогенетою. Умовою цього шлюбу було прийняття Володимиром християнства.
988 року князь Володимир запровадив християнство державною релігією Київської Русі. До 996 року в Києві була збудована перша кам'яна церква — Десятинна.

### Візантія
Візантія залишалася упродовж століття могутньою державою, зміцнила своє положення й розширила підконтрольні території. Їй належали, крім Малої Азії, Фракія та Греція, а також землі на півдні Апеннінського півострова. 961 року вона відбила Крит у сарацинських піратів, а 965 року звільнила Кіпр. Головними ворогами імперії були араби-мусульмани й болгари. Упродовж 969—970 років Візантія, покликавши на допомогу київського князя Святослава, захопила східну частину Болгарії й офіційно проголосила про анексію усіх болгарських земель, однак Західне Болгарське царство залишалося незалежним. Скориставшись ослабленням Аббасидського халіфату, Візантія захопила Алеппо і певний час контролювала Левант і Палестину, хоча звідти її витіснили Фатіміди.
Візантія успішно відбила походи русів на Царгород у 940-х та 970-х роках.

### Угорщина
Мадярські племена переселилися в Тисо-Дунайську низовину з берегів Дону через територію сучасної України в кінці IX століття. Території, які вони захопили, належали раніше слов'янським племенам Великої Моравії. На початку X століття мадяри поклали край існуванню Великої Моравії, і почали здійснювати рейди в Західну Європу: Східне Франкське королівство, Італійське королівство, Західне Франкське королівство.
Після смерті Арпада у мадярів довгий час не було єдиного вождя, і вони були радше союзом споріднених племен. Ситуація змінилася після того, як 955 року мадяри зазнали поразки від німецьких військ у битві на річці Лех. Їхні рейди в Західну Європу поступово припинилися, а влада почала концентруватися в руках великого князя. Великий князь Геза першим серед правителів мадярів прийняв християнство. Попри опір прихильників язичництва його син Стефан I запровадив християнство як державну релігію, і 1000 року утворилося Угорське королівство.

### Польща та інші країни Східної Європи

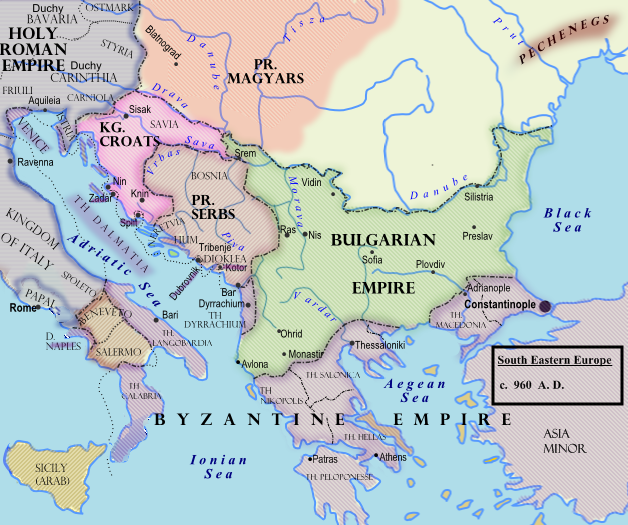
Південь Східної Європи 950 року

У середині століття на території Польщі почали зводитися замки. Першим історично достеменним польським князем був Мешко I, який прийшов до влади 960 року. Він прийняв християнство 966 року, вструпивши в шлюб із Богемською княжною. За правління Мешка до польських володінь було приєднано Помор'я. Син Мешка I Болеслав I Хоробрий до кінця століття приєднав до польських земель Краків.
Велику Моравію на початку століття знищили мадяри. Богемія змушена була визнати сюзеренітет спочатку Східного Франкського королівства, а потім Священної Римської імперії.
Болгарія до 970-х років була міцною державою. Болгарська православна церква стала першою в Європі національною церквою. Візантія визнала її автокефалію 927 року. Візантійський василевс Василій II Болгаробійця при підтримці київського князя Святослава упродовж 969—970 років захопив західну причорноморську частину Болгарії і ліквідував автокефалію болгарської церкви. Однак повністю Болгарія ще не скорилася. Виникло Західне Болгарське царство на чолі з царем Самуїлом.
Хорватія стала королівством 925 року при королі Томіславі I. Вона займала територію, більшу, ніж сучасна Хорватія. Хорватські пірати були постійною загрозою венеційській торгівлі. Сербію у 926—929 роках захопили болгари, але вона відновила свою незалежність.

### Західна Європа
Капетинги

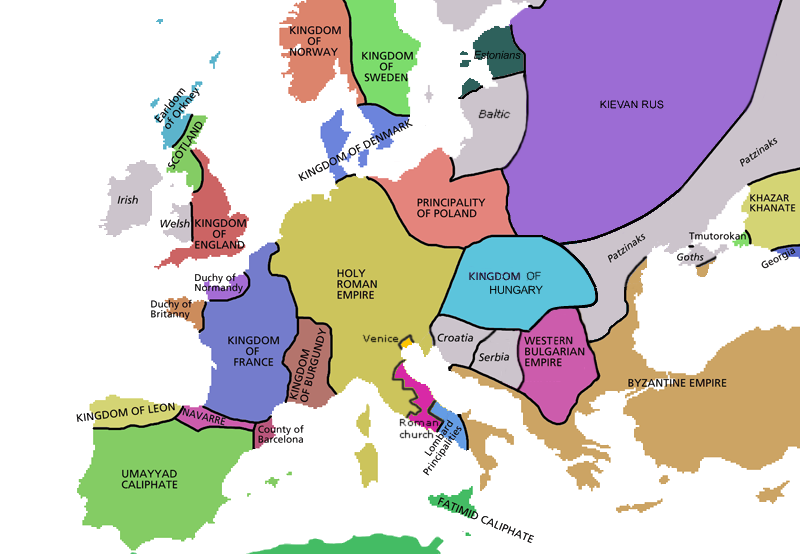
Мапа Європи на 998 рік

Упродовж століття Західна Європа вкрилася мережею замків. Вона ще залишалася в основному сільською, швидкий ріст міст і містечок розпочався тільки в наступному столітті, проте замки зменшили можливість здійснення великомасштабних завоювань. Війн у Західній Європі було багато, проте вони мали здебільшого локальний характер. Європа подрібнилася на окремі феодальні володіння, а королі не мали значної влади над своїми васалами-магнатами.
Як у Західному так і в Східному Франкських королівствах на початку сторіччя правили представники династії Каролінгів, хоча їхня влада ставала дедалі менш впевненою. У середині століття наймогутнішими магнатами Західного Франкського королівства були Гуго Великий та Герберт де Вермандуа. Вони часто воювали як між собою, так і з королями Франції. З 987 року французами почала правити династія Капетингів, першим представником якої був Гуго Капет. Вікінги, які тривалий час робили рейди на землі королівства, починаючи з Ролло, поступово осіли в Нормандії, прийняли християнство і стали норманами, формальними підданими французького короля. Формально, Бретань була герцогством королівства, хоча теж була фактично незалежною, як і Бургундія.
У Східному Франкському королівстві влада монарха була міцнішою, хоча королям теж доводилося боротися за свою корону. Останнім каролінзьким королем був Людовик IV Дитя, після чого влада перейшла до Саксонської династії, визначними представниками якої були Генріх I Птахолов, Оттон I, Оттон II. Оттон I захопив Італійське королівство, в якому довгий час тривала боротьба за владу між різними претендентами на трон, і 962 року його було короновано Римським імператором. Утворилася імперія, яка пізніше отримала назву Священної Римської.
Король Вессексу Едвард Старший, споруджуючи замки, поступово витіснив данів з території Англії і 927 року утворилося Королівство Англія на чолі з сином Едварда Етельстаном. Однак, боротьба англосаксів із данськими та норвезькими вікінгами тривала упродовж усього століття й особливо загострилася в його кінці.
На Апеннінському півострові впродовж першої половини сторіччя тривала боротьба за Італійське королівство. У Римі панувала так звана порнократія, коли владу над містом та над Святим Престолом захопили представники аристократичної родини Теофілактів, зокрема Марозії. Після того як Італійське королівство захопив, проголосивши себе імператором, Оттон I Великий, на призначення пап почали впливати німецькі імператори, проти чого римляни часто бунтували, обираючи антипап. Наприкінці століття папами вперше стали представники германців. Південь півострова належав Візантії, яка вела часті війни з сарацинами, що захопили Сицилію. Незалежні лангобардські князівства вели війни як між собою, так і з Візантією, арабами, Священною Римською імперією.
На Піренейському півострові X століття було часом розквіту Аль-Андалусу. 929 року Абд ар-Рахман III проголосив себе халіфом, і Кордовський емірат став Кордовським халіфатом. Його політику продовжував син Аль-Хішам II. Під кінець століття вплив халіфа зменшився й фактична влада перейшла до візира Аль-Мансура, за часів якого маври здійснювали часті походи на північ півострова, де існували християнські держави Леонське королівство (включало Астурію й Галісію), Наварра та Барселона. Графство Барселона довший час було формально під владою французького короля, але фактично, з огляду на хитке положення монарха, йому доводилося відбивати напади маврів самостійно.
У X столітті вікінги заснували поселення в Ґренландії й досягли узбережжя Північної Америки. Приблизно 930 року утворився перший у Європі парламент — ісландський Альтинг. Вікінги продовжували здійснювати морські походи, однак частина з них осіла в Нормандії й стала норманами. У королівства Данія, Норвегія та Швеція почало проникати християнство.

### Ісламський світ
На початку століття Фатіміди здолали династію Аглабідів й захопили владу в Північній Африці. Після неодноразових невдалих спроб захопити Єгипет, вони добилися свого 971 року, що привело до заснування міста Каїр. Фатіміди просунулися далі на територію Азії, підкоривши собі Палестину й Левант.
Аббасидський халіфат почав занепадати, влада халіфів набрала церемонного значення. Багдад та навколишні землі захопила родина Буїдів, які притримувалися шиїтського напрямку ісламу. У Середній Азії довге правління Саманідів завершилося захопленням Бухари Караханідами 999 року. Почався період піднесення держави Газневідів, правителями якої були тюрки, що перейняли перські звичаї.
930 року Мекку захопили кармати, після чого на 20 років із Кааби зник Чорний камінь.

### Китай
907 року було скинуто з трону останнього з імператорів династії Тан. Централізована китайська держава розпалася і розпочався тривалий період п'яти династій і десяти держав. Новий період централізації розпочався з заснування 960 року династії Сун. Держава Сун поступово почала завойовувати сусідні дрібніші держави і до кінця століття тримала під своїм контролем південь Китаю. На півночі продовжувала зберігати незалежність держава киданів Ляо, хоча кидані значною мірою китаїзувалися. Держава Сун також не мала контролю над західними степовими районами, де кочували тюркські племена.

### Інші регіони світу
У Месоамериці почався занепад цивілізації мая. Класичний період змінився посткласичним. Водночас почалося піднесення племені тольтеків. Північніше, археологічна культура пуебло-предків вступила в свій другий період, що вважається її золотою добою. На півдні сучасних Сполучених Штатів зародилася міссісіпська культура.
Шривіджая продовжувала контролювати торгові шлях Південно-Східної Азії. Її супротивником на Яві була держава Матарам (Меданг). Під кінець століття між ними виник збройний конфлікт. 938 року Намв'єт стала незалежною, звільнившись від правління Китаю. На території сучасного В'єтнаму існувала ще одна держава — Чампа, але наймогутнішою державою Індокитаю була Кхмерська імперія.
В Африці на території сучасної Нігерії виникла держава Нрі. Існувала держава Гана-Вагаду. Християнська держава в Нубії досягла свого розквіту.

## Винаходи та відкриття
- У Китаї винайдено шлюз.

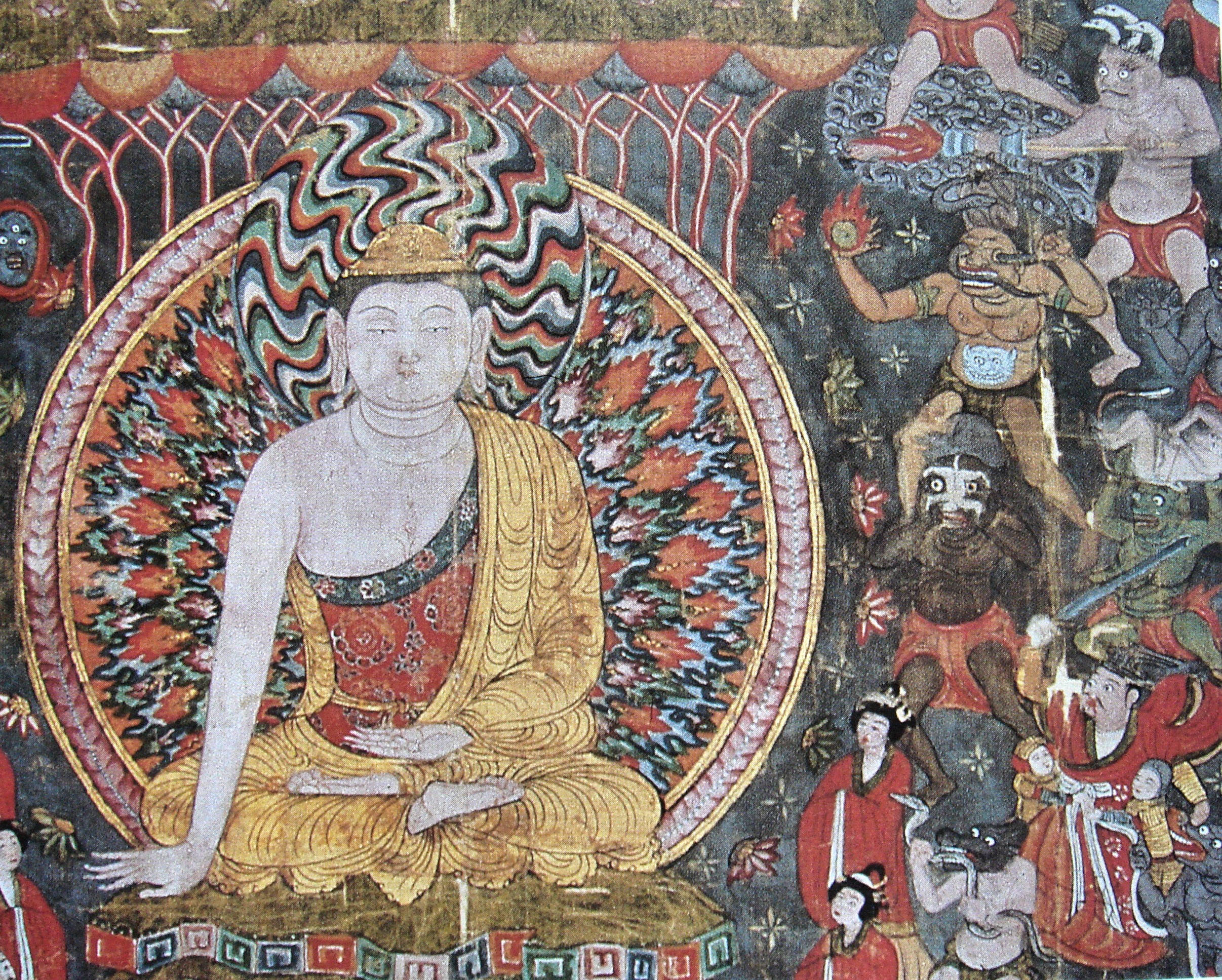
Найдревніше зображення гранати та «вогняного списа»

- Іншим китайським відкриттям стала вогнепальна зброя: вогняні стріли й гранати.
- У Китаї написано фундаментальну працю енциклопедичного характеру: «Чотири великі книги Сун» Кожна з книг налічувала понад мільйон ієрогліфів.